# Jazi
Jazi (tudi Jasi, latinsko Iasi) so bili keltilizirani Panonci.
Jazi so bili ilirsko pleme, ki ga omenjata že Plinij in Ptolemaj in so se v antični dobi naseljevali na področjih okoli Drave. Živeli so od Varaždinskih Toplic (po Jasih »lastnikih toplih vrelcev«) imenovanih Aquae Iasae do Daruvarja, kjer je bilo njihovo središče. V Daruvarju so našli napise iz katerih je možno razbrati res publica Iasorum.